# Połączenie czteropunktowe

Przykład połączenia czteropunktowego w precyzyjnym oporniku

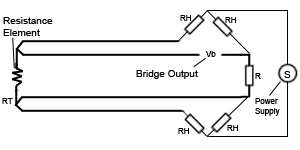
Czteropunktowe podłączenie termometru oporowego

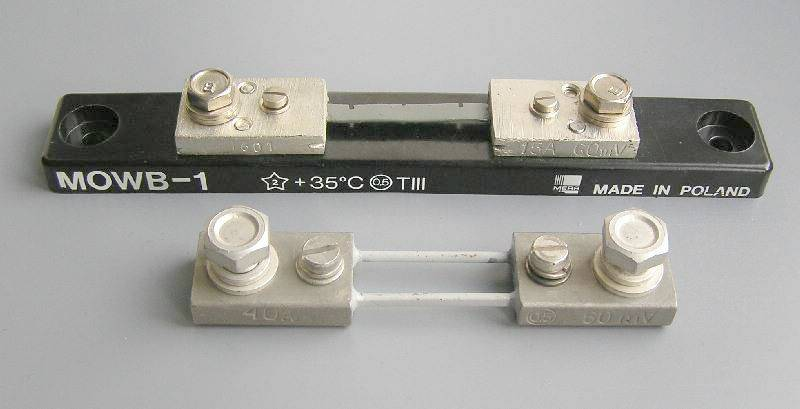
Czteropunktowe boczniki 15 A i 40 A

Połączenie czteropunktowe – połączenie elektryczne, w którym przewody prądowe są oddzielone od napięciowych. Układ zapewnia pomiar napięcia na elemencie bez spadku napięcia na doprowadzeniach prądu do elementu. 
Zgodnie z prawem Ohma, spadek napięcia na oporze jest wprost proporcjonalny do natężenia prądu. Dlatego też, całkowity spadek napięcia na oporniku wynosi:
{\displaystyle U_{R}=I\cdot R+I\cdot 2\cdot r,}
gdzie:
{\displaystyle U_{R}} – mierzony spadek napięcia,
{\displaystyle R} – rezystancja elementu pomiarowego opornika (kolor niebieski na rysunku),
{\displaystyle r} – rezystancja jednego przewodu zasilającego (kolor czerwony na rysunku).
Jednakże gdy do pomiaru napięcia zostaną użyte przewody napięciowe, wówczas mierzony spadek napięcia wyniesie:
{\displaystyle U_{R}=I\cdot R+I_{U}\cdot 2\cdot r',}
gdzie:
{\displaystyle I_{U}} – prąd płynący przez układ pomiarowy,
{\displaystyle r'} – rezystancja jednego przewodu napięciowego (kolor zielony na rysunku).
Ponieważ natężenie prądu płynącego przez układ pomiarowy (np. woltomierz) jest zazwyczaj wiele mniejsze niż natężenie prądu zasilającego ({\displaystyle I\gg I_{U},}), to:
{\displaystyle U_{R}\approx I\cdot R.}
Połączenie tego typu pozwala więc na precyzyjniejszy pomiar napięcia elementu, a tym samym i jego rezystancję.
Połączenia takie stosowane są również w innych układach elektrycznych. Przykładowo, mostek Thomsona jest modyfikacją mostka Wheatstone’a z wykorzystaniem czteropunktowego połączenia.